# Krucjata Trzeźwości
Krucjata Trzeźwości – ruch abstynencki założony uroczyście 8 września 1957 w Sanktuarium Matki Sprawiedliwości i Miłości Społecznej w Piekarach Śląskich jako odpowiedź na Jasnogórskie Śluby Narodu Polskiego z inicjatywy ks. Franciszka Blachnickiego.

## Geneza
W maju 1957 r. odbyło się spotkanie działaczy trzeźwościowych w Katowicach, w którym uczestniczył ks. Franciszek Blachnicki. Pod wpływem własnych obserwacji społeczeństwa, w połowie 1957 r. rozpoczął przygotowania do stworzenia ruchu, który miał nakłaniać do dobrowolnej, pełnej abstynencji od alkoholu oraz do codziennej modlitwy różańcem w intencji trzeźwości narodu. Ks. Franciszek wzywał do oddania się Maryi w duchu o. Maksymiliana Kolbe jako odpowiedź na objawienia fatimskie oraz zachęcał do ofiarowania umartwień Bogu.
Kontekst Jasnogórskich Ślubów Narodu Polskiego pogłębił ideę i zaowocował podpisaniem pierwszej deklaracji 26 sierpnia 1957 przez ks. Ignacego Jeża, ówczesnego rektora Niższego Seminarium Duchownego w Katowicach. Za niespełna dwa tygodnie później Krucjata Trzeźwości została ogłoszona uroczyście w Święto Narodzenia Najjaśniejszej Marii Panny przy grobie ks. Jana Alojzego Ficka. Podobny akt złożono tydzień później przy grobie ks. Jana Kapicy w parafii św. Marii Magdaleny w Tychach.